# Dragolub Jaczimowiḱ
Dragolub Jaczimowiḱ, maced. Драгољуб Јачимовиќ (ur. 10 stycznia 1964) – macedoński szachista, arcymistrz od 2001 roku.

## Kariera szachowa
W latach 1985 i 1991 uczestniczył w finałach indywidualnych mistrzostw Jugosławii. Po powstaniu Macedonii znalazł się w ścisłej czołówce szachistów tego kraju. W latach 1994–2006 pięciokrotnie brał udział w szachowych olimpiadach, w 2000 r. zdobywając złoty medal za indywidualny wynik na III szachownicy. Był również trzykrotnym (1997, 2001, 2005) reprezentantem kraju na drużynowych mistrzostwach Europy.
W 1998 r. podzielił III m. za Wasylem Spasowem i Zwonko Stanojoskim, wspólnie z Władimirem Dimitrowem i Miroljubem Laziciem) w otwartym turnieju w Skopju. Wielokrotnie uczestniczył w finałach indywidualnych mistrzostw Macedonii, najlepsze wyniki osiągając w latach 2005 (dz. I-III m.), 2006 (dz. II-III m.), 2007 (dz. II-III m.) oraz 2008 (dz. III-V m.). W 2011 r. podzielił I m. (wspólnie z m.in. Jurem Škobernem, Imre Hérą, Robertem Markusem i Branko Damljanoviciem) w turnieju open w Skopju.
Najwyższy ranking w karierze osiągnął 1 kwietnia 2001 r., z wynikiem 2504 punktów zajmował wówczas 4. miejsce (za Tonim Najdoskim, Nikołą Mitkowem i Trajcze Nediewem) wśród macedońskich szachistów.